# Montesson
Montesson és un municipi francès, situat al departament d'Yvelines i a la regió de Illa de França. L'any 2007 tenia 14.885 habitants.
Forma part del cantó de Houilles, del districte de Saint-Germain-en-Laye i de la Comunitat d'aglomeració Saint Germain Boucles de Seine.

## Demografia

### Població
El 2007 la població de fet de Montesson era de 14.885 persones. Hi havia 5.488 famílies, de les quals 1.379 eren unipersonals (494 homes vivint sols i 885 dones vivint soles), 1.330 parelles sense fills, 2.322 parelles amb fills i 457 famílies monoparentals amb fills.
La població ha evolucionat segons el següent gràfic:
Habitants censats

### Habitatges
El 2007 hi havia 5.878 habitatges, 5.591 eren l'habitatge principal de la família, 62 eren segones residències i 226 estaven desocupats. 3.124 eren cases i 2.729 eren apartaments. Dels 5.591 habitatges principals, 3.859 estaven ocupats pels seus propietaris, 1.595 estaven llogats i ocupats pels llogaters i 137 estaven cedits a títol gratuït; 339 tenien una cambra, 489 en tenien dues, 1.249 en tenien tres, 1.311 en tenien quatre i 2.202 en tenien cinc o més. 4.316 habitatges disposaven pel capbaix d'una plaça de pàrquing. A 2.649 habitatges hi havia un automòbil i a 2.291 n'hi havia dos o més.

### Piràmide de població
La piràmide de població per edats i sexe el 2009 era:
| Homes | Edats   | Dones |
| ----- | ------- | ----- |
| 4     | 95 o +  | 8     |
| 16    | 90 a 94 | 40    |
| 40    | 85 a 89 | 60    |
| 32    | 80 a 84 | 88    |
| 84    | 75 a 79 | 180   |
| 188   | 70 a 74 | 180   |
| 224   | 65 a 69 | 256   |
| 316   | 60 a 64 | 304   |
| 356   | 55 a 59 | 324   |
| 468   | 50 a 54 | 496   |
| 588   | 45 a 49 | 608   |
| 460   | 40 a 44 | 540   |
| 632   | 35 a 39 | 636   |
| 492   | 30 a 34 | 472   |
| 416   | 25 a 29 | 468   |
| 424   | 20 a 24 | 336   |
| 564   | 15 a 19 | 488   |
| 586   | 10 a 14 | 512   |
| 504   | 5 a 9   | 468   |
| 540   | 0 a 4   | 372   |

## Economia
El 2007 la població en edat de treballar era de 9.987 persones, 7.561 eren actives i 2.426 eren inactives. De les 7.561 persones actives 7.087 estaven ocupades (3.623 homes i 3.464 dones) i 474 estaven aturades (245 homes i 229 dones). De les 2.426 persones inactives 690 estaven jubilades, 1.134 estaven estudiant i 602 estaven classificades com a «altres inactius».

### Ingressos
El 2009 a Montesson hi havia 5.618 unitats fiscals que integraven 15.390 persones, la mediana anual d'ingressos fiscals per persona era de 28.339 €.

### Activitats econòmiques
Dels 857 establiments que hi havia el 2007, 5 eren d'empreses extractives, 4 d'empreses alimentàries, 2 d'empreses de fabricació de material elèctric, 19 d'empreses de fabricació d'altres productes industrials, 106 d'empreses de construcció, 203 d'empreses de comerç i reparació d'automòbils, 29 d'empreses de transport, 33 d'empreses d'hostatgeria i restauració, 48 d'empreses d'informació i comunicació, 36 d'empreses financeres, 45 d'empreses immobiliàries, 191 d'empreses de serveis, 100 d'entitats de l'administració pública i 36 d'empreses classificades com a «altres activitats de serveis».
Dels 170 establiments de servei als particulars que hi havia el 2009, 2 eren oficines de correu, 7 oficines bancàries, 2 funeràries, 17 tallers de reparació d'automòbils i de material agrícola, 2 autoescoles, 16 paletes, 21 guixaires pintors, 12 fusteries, 12 lampisteries, 17 electricistes, 10 empreses de construcció, 6 perruqueries, 2 veterinaris, 23 restaurants, 14 agències immobiliàries, 3 tintoreries i 4 salons de bellesa.
Dels 63 establiments comercials que hi havia el 2009, 1 era, 2 supermercats, 1 una botiga de més de 120 m², 3 fleques, 3 carnisseries, 2 botigues de congelats, 1 una peixateria, 20 botigues de roba, 3 botigues d'equipament de la llar, 4 sabateries, 2 botigues d'electrodomèstics, 4 botigues de mobles, 3 botigues de material esportiu, 1 una botiga de material esportiu, 1 una botiga de material de revestiment de parets i terra, 2 perfumeries, 6 joieries i 4 floristeries.
L'any 2000 a Montesson hi havia 12 explotacions agrícoles.

## Equipaments sanitaris i escolars
El 2009 hi havia 2 psiquiàtrics i 5 farmàcies.
El 2009 hi havia 4 escoles maternals i 5 escoles elementals. Montesson disposava de 2 col·legis d'educació secundària amb 1.255 alumnes.

## Poblacions més properes
El següent diagrama mostra les poblacions més properes.